# Lone Jack
Lone Jack est une ville du comté de Jackson, dans le Missouri, aux États-Unis,. Située au sud-est du comté, elle est fondée en 1841 et incorporée en 1980.

## Démographie
Lors du recensement de 2010, la ville comptait une population de 1 050 habitants. Elle est estimée, en 2016, à 1 160 habitants.

### Source de la traduction
- (en) Cet article est partiellement ou en totalité issu de l’article de Wikipédia en anglais intitulé « Lone Jack, Missouri » (voir la liste des auteurs).